# Pertti Niittylä
Pertti Ilmari Niittylä (* 16. Januar 1956 in Virrat) ist ein ehemaliger finnischer Eisschnellläufer.

## Werdegang
Niittylä wurde im Jahr 1975 finnischer Juniorenmeister im Kleinen Vierkampf und errang bei den Juniorenweltmeisterschaften 1975 in Strömsund den 11. Platz im Kleinen Vierkampf. In der Saison 1975/76 kam er bei den Juniorenweltmeisterschaften 1976 in Madonna di Campiglio auf den sechsten Platz im Kleinen Vierkampf und bei der Sprintweltmeisterschaft 1976 in Berlin auf den 14. Rang im Sprint-Mehrkampf. Beim Saisonhöhepunkt, den Olympischen Winterspielen 1976 in Innsbruck, belegte er den 15. Platz über 500 m und den achten Rang über 1000 m. In der Saison 1976/77 lief er bei der Sprintweltmeisterschaft 1977 in Alkmaar auf den 24. Platz im Sprint-Mehrkampf, bei der Mehrkampfweltmeisterschaft 1977 in Heerenveen auf den 21. Rang und bei der Mehrkampfeuropameisterschaft 1977 in Larvik auf den 17. Platz im Großen Vierkampf. Im folgenden Jahr errang er bei der ei der Mehrkampfeuropameisterschaft in Oslo den 30. Platz im Großen Vierkampf. Nach drei Siegen in Inzell zu Beginn der Saison 1979/80, kam er bei der Mehrkampfweltmeisterschaft 1980 in Heerenveen auf den 16. Platz im Großen Vierkampf und nahm bei den Olympischen Winterspielen 1980 in Lake Placid an fünf Läufen teil. Dabei belegte er den 22. Platz über 500 m, den 19. Rang über 10.000 m, den 17. Platz über 5000 m sowie jeweils den 14. Platz über 1000 m und 1500 m.
In den folgenden Jahren nahm Niittylä an sieben Mehrkampfweltmeisterschaften (1981 in Oslo, 1982 in Assen, 1983 in Oslo, 1984 in Göteborg, 1985 in Hamar, 1986 in Inzell und 1987 in Heerenveen) teil. Seine beste Platzierung dabei war im Jahr 1984 der neunte Platz im Großen Vierkampf. Zudem startete bei acht Mehrkampfeuropameisterschaften (1981 in Deventer, 1982 in Oslo, 1983 in Den Haag, 1984 in Larvik, 1985 in Eskilstuna, 1986 in Oslo, 1987 in Trondheim und 1988 in Den Haag). Dabei erreichte er im Jahr 1986 mit dem siebten Platz im Großen Vierkampf sein bestes Ergebnis. Bei den Olympischen Winterspielen 1984 in Sarajevo lief er auf den 18. Platz über 10.000 m, auf den neunten Rang über 1500 m und auf den sechsten Platz über 5000 m. Zu Beginn der Saison 1985/86 nahm er in Trondheim am erstmals ausgetragenen Eisschnelllauf-Weltcup teil, wobei er Sechster über 5000 m und Vierter über 1500 m wurde. Im weiteren Saisonverlauf erreichte er in Oslo mit dem dritten Platz über 5000 m seine erste Podestplatzierung im Weltcup und zum Saisonende mit dem achten Platz im Weltcup über 1500 m sowie den sechsten Rang im Weltcup über 5000/10.000 m seine besten Gesamtergebnisse. In der folgenden Saison kam er in Innsbruck mit dem dritten Platz über 5000 m sowie den zweiten Rang über 1500 m erneut aufs Podest und errang zum Saisonende den neunten Platz im Weltcup über 5000/10.000 m. In der Saison 1987/88 wurde er im Weltcup mit drei Top-Zehn-Platzierungen über 5000 m Elfter in der Gesamtwertung über 5000/10.000 m. Letztmals international startete er bei den Olympischen Winterspielen 1988 in Calgary. Dort war er bei der Eröffnungsfeier Fahnenträger der finnischen Mannschaft und belegte den 25. Platz über 1500 m, den 16. Rang über 5000 m sowie den 15. Platz über 10.000 m. Bei finnischen Meisterschaften siegte er zehnmal im Großen Vierkampf (1977–1980, 1983–1988) und einmal im Sprint-Mehrkampf (1976). Nach seiner Karriere war er von 2008 bis 2015 Präsident beim finnischen Eisschnelllaufverband.

## Erfolge

### Olympische Spiele
- 1976 Innsbruck: 8. Platz 1000 m, 15. Platz 5000 m
- 1980 Lake Placid: 14. Platz 1000 m, 14. Platz 1500 m, 17. Platz 5000 m, 19. Platz 10.000 m, 22. Platz 500 m
- 1984 Sarajevo: 6. Platz 1500 m, 9. Platz 1500 m, 18. Platz 10.000 m
- 1988 Calgary: 15. Platz 10.000 m, 16. Platz 5000 m, 25. Platz 1500 m

### Mehrkampf-Weltmeisterschaften
- 1977 Heerenveen: 21. Platz Großer Vierkampf
- 1980 Heerenveen: 16. Platz Großer Vierkampf
- 1981 Oslo: 25. Platz Großer Vierkampf
- 1982 Assen: 25. Platz Großer Vierkampf
- 1983 Oslo: 23. Platz Großer Vierkampf
- 1984 Göteborg: 9. Platz Großer Vierkampf
- 1985 Hamar: 12. Platz Großer Vierkampf
- 1986 Inzell: 12. Platz Großer Vierkampf
- 1987 Heerenveen: 12. Platz Großer Vierkampf

### Sprint-Weltmeisterschaften
- 1976 Berlin: 14. Platz Sprint-Mehrkampf
- 1977 Alkmaar: 24. Platz Sprint-Mehrkampf

### Mehrkampf-Europameisterschaften
- 1977 Larvik: 17. Platz Großer Vierkampf
- 1978 Oslo: 30. Platz Großer Vierkampf
- 1981 Deventer: 21. Platz Großer Vierkampf
- 1982 Oslo: 20. Platz Großer Vierkampf
- 1983 Den Haag: 20. Platz Großer Vierkampf
- 1984 Larvik: 11. Platz Großer Vierkampf
- 1985 Eskilstuna: 12. Platz Großer Vierkampf
- 1986 Oslo: 7. Platz Großer Vierkampf
- 1987 Trondheim: 13. Platz Großer Vierkampf
- 1988 Den Haag: 20. Platz Großer Vierkampf

## Persönliche Bestzeiten
| Disziplin | Zeit         | Datum             | Ort     |
| --------- | ------------ | ----------------- | ------- |
| 500 m     | 38,90 s      | 7. April 1979     | Almaty  |
| 1000 m    | 1:16,52 min  | 20. Januar 1980   | Davos   |
| 1500 m    | 1:56,48 min  | 13. Februar 1988  | Calgary |
| 3000 m    | 4:11,97 min  | 12. Dezember 1981 | Inzell  |
| 5000 m    | 6:53,28 min  | 4. Dezember 1987  | Calgary |
| 10.000 m  | 14:26,57 min | 13. Februar 1988  | Calgary |